# Rentespænd
Et rentespænd er forskellen mellem to rentesatser, fx mellem renten på realkreditobligationer og statsobligationer, mellem danske og tyske statsobligationer eller mellem renterne på langvarige og kortvarige lån.

## Rentemarginal
Et særligt rentespænd er forskellen mellem den gennemsnitlige udlåns- og indlånsrenten i et pengeinstitut, der kaldes rentemarginalen. Den er ofte grundlaget for pengeinstituttets indtjening, men sjældent den eneste indtægtskilde.
Mere specifikt bruges også ordene "indlånsmarginal" og "udlånsmarginal". Indlånsmarginalen er forskellen mellem det, en indskyder i en forretningsbank får i rente på sin konto, og den forrentning, som samme bank kan få hos centralbanken, hvis den placerer pengene der. Udlånsmarginalen er forskellen mellem det, en bankkunde betaler i rente for et lån, og bankens omkostninger ved at stille pengene til rådighed for låntageren. Sidstnævnte kaldes også fundingomkostninger. Rentemarginalen er så et udtryk for summen af indlåns- og udlånsmarginalen.

## Den danske rentemarginallov 1975-79
I Danmark havde man i 1975-79 en rentemarginallov, ifølge hvilken et pengeinstituts rentemarginal ikke måtte overstige gennemsnittet for de tre foregående år. Loven førte utilsigtet til højere rentesatser på både udlåns- og indlånssiden, hvorfor den blev afskaffet igen.